# Бер (Делавер)
Бер (англ. Bear) — переписна місцевість (CDP) в окрузі Нью-Касл штату Делавер США. Населення — 19 371 осіб (2010).

## Географія
Бер розташований за координатами 39°37′8″ пн. ш. 75°40′49″ зх. д. / 39.61889° пн. ш. 75.68028° зх. д. (39.618776, -75.680297).  За даними Бюро перепису населення США в 2010 році переписна місцевість мала площу 14,79 км², уся площа — суходіл.

## Демографія
Згідно з переписом 2010 року, у переписній місцевості мешкала 19 371 особа в 6907 домогосподарствах у складі 4895 родин. Густота населення становила 1309 осіб/км².  Було 7496 помешкань (507/км²).
Расовий склад населення:
| - 50,5 % — білих - 34,5 % — чорних або афроамериканців - 4,2 % — азіатів - 0,3 % — корінних американців - 6,8 % — осіб інших рас |

До двох чи більше рас належало 3,7 %. Частка іспаномовних становила 14,2 % від усіх жителів.
За віковим діапазоном населення розподілялося таким чином: 27,0 % — особи молодші 18 років, 66,0 % — особи у віці 18—64 років, 7,0 % — особи у віці 65 років та старші. Медіана віку мешканця становила 33,1 року. На 100 осіб жіночої статі у переписній місцевості припадало 93,4 чоловіків;  на 100 жінок у віці від 18 років та старших — 89,6 чоловіків також старших 18 років.
Середній дохід на одне домашнє господарство  становив 71 871 долар США (медіана — 61 924), а середній дохід на одну сім'ю — 74 339 доларів (медіана — 66 045). Медіана доходів становила 50 978 доларів для чоловіків та 41 589 доларів для жінок. За межею бідності перебувало 14,3 % осіб, у тому числі 23,8 % дітей у віці до 18 років та 7,3 % осіб у віці 65 років та старших.
Цивільне працевлаштоване населення становило 9878 осіб. Основні галузі зайнятості: освіта, охорона здоров'я та соціальна допомога — 22,0 %, фінанси, страхування та нерухомість — 14,3 %, науковці, спеціалісти, менеджери — 12,6 %, мистецтво, розваги та відпочинок — 10,9 %.